# 源輝閣
源輝閣（英語：Yuen Fai Court），是位於香港香港島中西區西營盤的一個屋苑，也是香港房屋協會轄下的一個市區改善計劃屋苑，1985年5月入伙，門牌號碼為西源里8號，鄰近正街及正街自動扶梯連接系統，地理上亦接近同類計劃屋苑西園。該住宅為單幢樓，每層有四單位，14層樓住宅共有56個單位。基座為義務工作發展局的義工服務中心。現時單位跟其他市區改善計劃樓宇一樣，可以透過自由市場公開發售，並無任何申請資格和轉讓限制。

## 途經之公共交通服務
港鐵
- █  港島綫：西營盤站B3出口

電車
- 西邊街／東邊街

## 鄰近
- 正街自動扶梯連接系統
- 正街街市、西營盤街市
- 西園
- 西區裁判法院
- 西區警署

## 外部連結
- 源輝閣 （页面存档备份，存于），香港房屋協會